# Dzithankov
Dzitankov là một đô thị thuộc tỉnh Shirak, Armenia. Dân số ước tính năm 2011 là 1559 người.